# Ernst Lerch

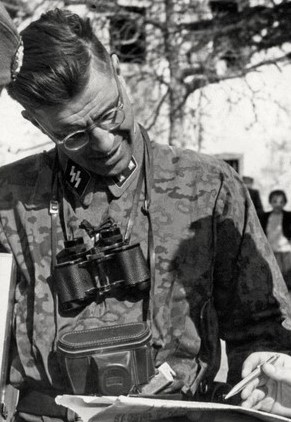
SS-Sturmbannführer Ernst Lerch, März 1945

Ernst Lerch (* 19. November 1914 in Klagenfurt; † 1992 oder 1997 Klagenfurt – lt. dem Gräberverzeichnis der Stadtgemeinde Klagenfurt starb er 1992) war ein österreichischer SS-Sturmbannführer. Bei der „Aktion Reinhardt“ trug er als Adjutant des SS- und Polizeiführers für den Distrikt Lublin, Odilo Globocnik Mitverantwortung für den Holocaust an mehr als zwei Millionen Juden sowie rund 50.000 Roma im deutsch besetzten Polen.

## Leben
Ernst Lerch studierte zunächst an der Hochschule für Welthandel in Wien, brach das Studium dann rasch ab und arbeitete von 1931 bis 1934 als Kellner in Hotels in der Schweiz, Frankreich und Ungarn. Anschließend war er bis zum „Anschluss“ Österreichs 1938 im Café Lerch angestellt, das sein Vater in Klagenfurt betrieb. Das Café wurde ein beliebter Treffpunkt für österreichische Nationalsozialisten, die in der Illegalität lebten. So trafen sich Odilo Globocnik, Kurt Claasen und Ernst Kaltenbrunner dort.
Zum 1. Januar 1933 trat Lerch in die NSDAP (Mitgliedsnummer 1.327.396) und März 1934 in die SS ein (SS-Nummer 309.700). 1936 wurde er zum SS-Untersturmführer ernannt und ein Jahr darauf zum SS-Obersturmführer. 1938 zog Lerch nach Berlin, wo er als SS-Hauptsturmführer ab März 1938 im Sicherheitsdienst (SD) der Partei tätig wurde.
Von Februar 1940 bis September 1941 war Lerch im Reichssicherheitshauptamt (RSHA) in Berlin tätig, bis er zum Rasse- und Siedlungsführer in Krakau ernannt wurde.
Von 1941 bis 1943 diente Lerch in Lublin als Leiter von Globocniks persönlichem Büro und als Stabsführer der Allgemeinen SS. Am 21. Juli 1942 wurde er zum SS-Sturmbannführer ernannt. Lerch war einer der wichtigsten Männer der „Aktion Reinhardt“. Er war mitverantwortlich für „jüdische Angelegenheiten“, den Massenmord an den Juden des Generalgouvernements. Zusätzlich koordinierte er die Funkverbindung zwischen dem Hauptquartier der „Aktion Reinhardt“ in Lublin und dem RSHA in Berlin. Zu den Aufgaben innerhalb der „Aktion Reinhardt“ gehörte die Gesamtplanung der Deportationen, die Planung und Errichtung von Vernichtungslagern und die Beschlagnahme von Besitz und Wertgegenständen der Opfer und ihre Ablieferung an die Behörden im Deutschen Reich. Zur „Aktion Reinhardt“ gehörten ungefähr 100 Personen unter der Führung des Kriminalkommissars Christian Wirth, der schon an der Tötung von behinderten Menschen, der sogenannten Aktion T4, beteiligt war und somit seine „Erfahrungen“ im Gebrauch von Gas bei der Tötung von Menschen einbringen konnte.
Nach der Beendigung der „Aktion Reinhardt“ kam Lerch im September 1943 nach Italien. In Triest war er in der Operationszone Adriatisches Küstenland Globocniks rechte Hand. Für kurze Zeit war Lerch provisorischer Polizeichef in Rijeka.

## Leben nach 1945
Nach der Kapitulation flüchtete Lerch nach Kärnten und wurde dort am 31. Mai 1945 zusammen mit Globocnik, Hermann Höfle und Georg Michalsen auf der Möslacher Alm am Weißensee von einem englischen Kommando verhaftet. Er wurde in Wolfsberg von der englischen Militärpolizei verhört. Lerch bestritt alles und konnte aus dem Gefängnis fliehen. Danach versteckte er sich von 1947 bis 1950.
Lerch wurde 1960 noch einmal verhaftet und vom Landgericht Wiesbaden zu zwei Jahren Gefängnis verurteilt (8JS 1145/60). Danach betrieb er in seiner Heimatstadt Klagenfurt bis Anfang der 1970er Jahre das „Tanzcafé Lerch“, wo Udo Jürgens seine musikalische Karriere begann.
1980 plante der israelische Auslandsgeheimdienst Mossad, Lerch zu töten. Man wollte von einem fahrenden Motorrad aus einen Sprengsatz an seinem Auto befestigen und diesen später zünden. Das nie umgesetzte Vorhaben wurde erst 2018 bekannt, nachdem der ehemalige Mossad-Mitarbeiter Yossi Chen entsprechende Unterlagen auf der Homepage der Holocaust-Gedenkstätte von Yad Vashem veröffentlicht hatte.

## Österreichisches Gerichtsverfahren
1971 wurde Ernst Lerch erneut angeklagt, diesmal in seiner Heimatstadt Klagenfurt gemeinsam mit Helmut Pohl. Der Tatvorwurf der Staatsanwaltschaft Wien lautete auf Massenvernichtungsverbrechen wegen der Teilnahme an der Ermordung von 1,8 Millionen Juden in Ostpolen während der „Aktion Reinhardt“ sowie anderer Gewaltverbrechen als Angehörige des Stabs des Höheren SS- und Polizeiführers Odilo Globocnik in Lublin.
Trotz dieses massiven Tatvorwurfs wurde die Hauptverhandlung im Mai 1972 nach nur zwei Verhandlungstagen auf Antrag der Staatsanwaltschaft eingestellt und nie wieder aufgenommen (Geschäftszeichen 25 Vr 3123/71).

## Rezeption
Werner Kofler thematisierte in seinem Theaterstück Tanzcafe Treblinka von 2001 das Leben Lerchs und die Folgenlosigkeit seiner Verbrechen.